# Sint-Gertrudiskapel (Bergen op Zoom)

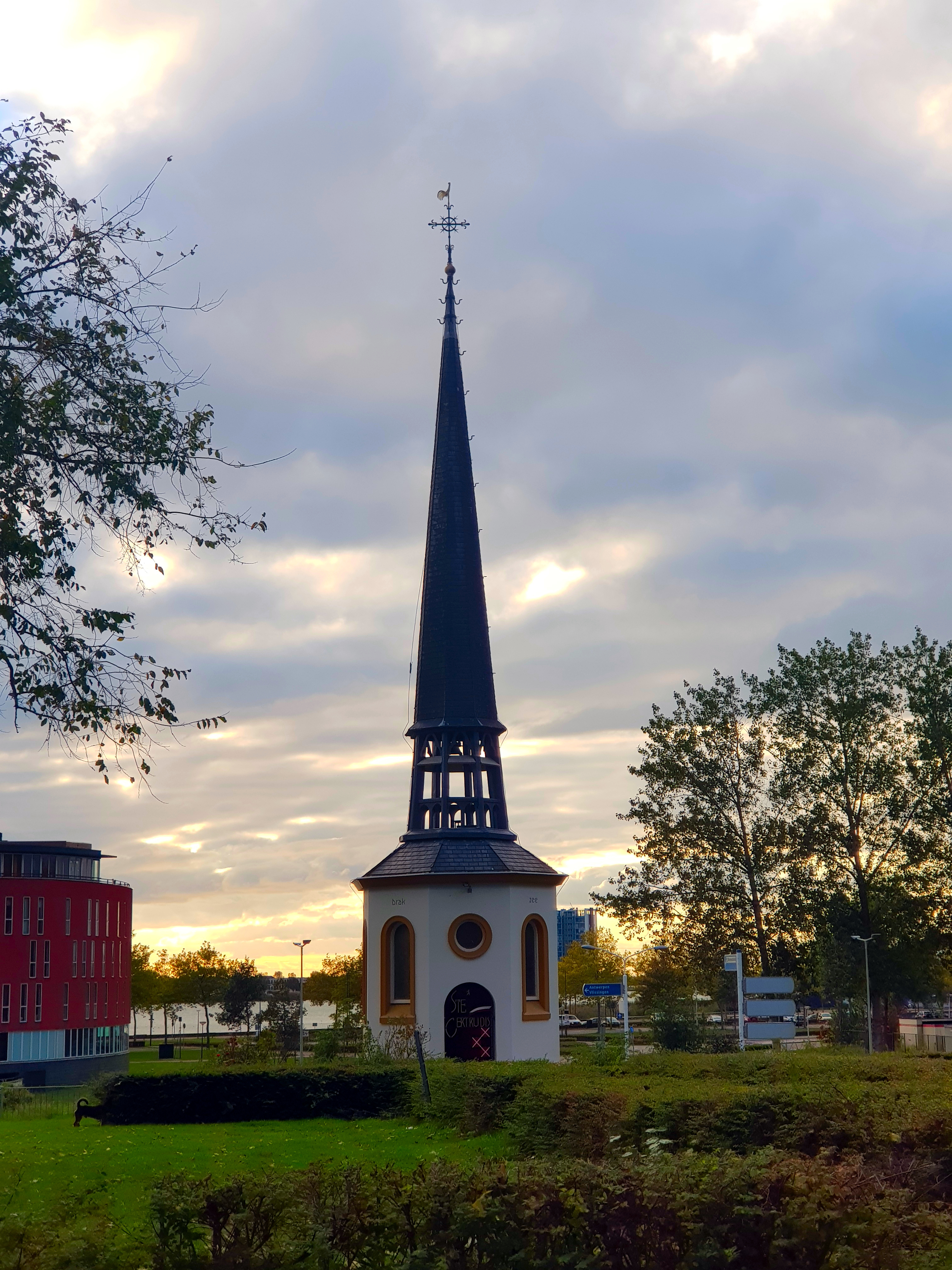
Sint-Gertrudiskapel

De Sint-Gertrudiskapel is een kapel in de stad Bergen op Zoom in de gelijknamige gemeente in de Nederlandse provincie Noord-Brabant. De kapel staat aan de Scheldelaan in het zuidwesten van de stad nabij de plaats waar vroeger het dorp Borgvliet lag.
De kapel is opgedragen aan Gertrudis van Nijvel.

## Geschiedenis
Reeds voor 1400 stond er in Borgvliet vermoedelijk reeds een kapel en stond op de St. Gertrudisberg, een heuvel onderdeel van de Brabantse Wal. Bij de kapel hoorde ook een bron. Toen na dijkdoorbraken de voet van de wal aan de Oosterschelde kwam te liggen, werd de bron steeds overspoeld waarna de bron buiten gebruik raakte. In 1580 werd de kapel vernield. In 1622 waren er nog muren aanwezig die in die tijd verwijderd zijn.
In 1989 werd er een nieuwe kapel gebouwd, maar deze werd op een locatie gebouwd die enkele honderden meters verwijderd ligt van de oorspronkelijke plek, namelijk halverwege de oorspronkelijke plaats van de kapel en de plaats van de stadsfontein. Bij de bouw van de kapel werd de torenspits van de kruisingtoren van de gesloopte H.H. Martelaren-van-Gorcumkerk gebruikt.